# Ksenon
Ksenon je kemijski element atomskog (rednog) broja 54 i atomske mase 131,293(6). U periodnom sustavu elemenata predstavlja ga simbol Xe.
Ksenon su 1898. godine otkrili Sir William Ramsay i Morris W. Travers (Engleska). Ime je dobio od grčke riječi ksenos što znači stran. Ksenon je bezbojan plin bez mirisa koji se dobiva iz tekućeg zraka. Inertan je prema svim elementima i kemikalijama, osim plinovitog fluora s kojim stvara ksenon-fluoride. Iz ovih spojeva se mogu stvoriti mnogi drugi spojevi poput oksida, kiselina i soli. Ksenon ima malu komercijalnu upotrebu, ali se u istraživanjima koristi kao superkritična tekućina.
Ksenon se dobiva frakcijskom destilacijom tekućeg zraka. U zraku ga ima 0,0005%. Služi za punjenje žarulja i svjetlećih cijevi. Koristi se u prostorijama za testiranje raketnih pogona dizajniranih za rad u vakuumu, tj. za istraživanja svemira.
Kao i kripton, može se dobiti ukapljivanjem i frakcijskom destilacijom tekućeg zraka (kisika) ili selektivnom adsorpcijom na aktivnom ugljenu.
Ksenon je jednoatoman plin bez boje, mirisa i okusa. U čvrstom stanju ima plošno centriranu kubičnu kristalnu rešetku. Nije potpuno inertan element i pod određenim uvjetima može dati više spojeva. Tako npr. pod tlakom od 0,1 MPa i pri temperaturi od 0 °C lakše stvara hidrate od argona.
Primjene ksenona ograničene su samo na specijalne namjene. Upotrebljava se za punjenje posebnih svjetiljki s visokotlačnim lučnim izbojem i ksenonskih bljeskalica koje se koriste za "pumpanje" lasera, stroboskopskih svjetiljki i standardnih žarulja sa žarnom niti za poboljšanje svjetlosne efikasnosti. Visokotlačne ksenonske lučne svjetiljke od svih analognih imaju najveću svjetlosnu efikasnost i nisu osjetljive niti na veće varijacije napona. Koristi se i za punjenje nekih lasera. Električni izboj u vakumskim cijevima daje plavo svjetlucanje što ukazuje na položaj emisijskih linija u spektru zračenja. Zbog velike mase atoma pogodan je za punjenje mjehuričastih komora za detekciju ionizirajućeg zračenja. Iz istog je razloga posebno interesantan kao radni plin u budućim ionskim propulzivnim motorima. Izotop 133Xe koristi se kao radioizotop u radiološkim istraživanjima.

## Spojevi
Pretpostavljalo se da ksenon poput ostalih plemenitih plinova ne stvara stabilne spojeve niti dvoatomne molekule. No, pod određenim uvjetima, kao što su prisutnost električnog izboja u plinu, povišeni tlak ili blizina jakih dipolnih molekula, može formirati dvoatomne molekule i hidrate. Također može sudjelovati u reakcijama adicije s različitim organskim spojevima. 1962. g. sintetiziran je prvi stabilni binarni spoj ksenona s fluorom - ksenonov tetrafluorid (XeF4) zagrijavanjem smjese fluora i ksenona u omjeru 5:1 pri temperaturi 400 °C, te naglim hlađenjem smjese na sobnu temperaturu. Kasnije su sintetizirani i drugi fluoridi i spojevi kao XeF2, XeF6, XeSiF6 i Na2XeO6, a također i hidridi ksenona. Priređen je i oksid, XeO3, za kojeg je utvrđeno da je bijel, kristaličan i eksplozivan spoj topljiv u vodi. Ksenon stvara neke klorate nestehiometrijskog sastava te razne druge nestabilne monohalogenide kao XeF, XeCl, XeBr i XeI. Sintetizirani su i ksenati oblika MHXeO4x 3/2H2O gdje je M alkalijski metal. Svi su nestabilne, eksplozivne krutine. Ksenonovi su spojevi toksični zbog visoke oksidativnosti.